# Speleoharpactea levantina
Speleoharpactea levantina är en spindelart som beskrevs av Ignacio Ribera 1982. Speleoharpactea levantina ingår i släktet Speleoharpactea och familjen ringögonspindlar.
Artens utbredningsområde är Spanien. Inga underarter finns listade i Catalogue of Life.